# ایستوبال
|         |                                     |
| صنعت    | تولیدکننده سیستمهای کارواش اتوماتیک |
| تأسیس   | ۱۹۵۰                                |
| محل     | L'alcúdia (والنسیا)                 |
| محصولات | دستگاه و تجهیزات شستشو وسایط نقلیه  |
| کارکنان | ۶۰۰                                 |
| وب سایت | www.istobal.com/en                  |

ایستوبال (Istobal) یک شرکت اسپانیایی در زمینه طراحی، تولید و صادرات سیستمهای کارواش اتوماتیک است. مقر اصلی این شرکت در کشور اسپانیا و در شهر والنسیا واقع شده‌است. این شرکت دارای ۹ زیرمجموعه و کارخانه تولید و مونتاژ در کشورهای اسپانیا، فرانسه، ایالات متحده آمریکا و برزیل می‌باشد. ایستوبال محصولات خود را از طریق شبکه گسترده توزیع و همچنین زیرمجموعه‌هایش به بیش از ۶۰ کشور جهان صادر می‌کند. این شرکت بیش از ۶۰۰ کارمند دارد که اکثر آنها در والنسیا مستقر هستند.

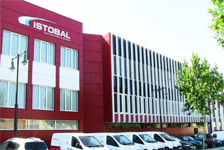

## تاریخچه
ایستوبال توسط اسماعیل توماس در ماه مارس ۱۹۵۰ تأسیس شد. این شرکت در ابتدا کار خودر را به عنوان یک تعمیرگاه کوچک خودرو آغاز کرد و در همین تعمیرگاه بود که وی اولین دستگاه روغنکاری خودرو را طراحی نمود. موفقیت فراوان این دستگاه، اسماعیل توماس را برآن داشت تا با یک استراتژی جدید و تکیه بر قدرت دستگاه، عرصه تعمیر خودرو را رها کرده و به توسعه و تولید تجهیزات خودرو روی بیاورد.
در سالهای ۱۹۶۰، ایستوبال صادرات محصولات خود را در زمینه روان‌کننده‌ها و جکهای بالابر آغاز نموده و در سالهای ۱۹۷۰ اولین دستگاه کارواش اتوماتیک خود را طراحی و ارائه نمود.
- محصولات: کارواش اتوماتیک دروازه‌ای یا رول اوور، تونل اتوماتیک، جت واش، شستشوی اتوماتیک دستگاه‌های سنگین، تجهیزات شستشوی اتوماتیک قطار و واگن، تجهیزات جانبی، مواد شوینده و شیمیایی، و سیستمهای تصفیه و بازگشت آب